# Numeración india
La numeración india se utiliza en India, Pakistán, Bangladés, Nepal, Birmania, Bután, Maldivas y Sri Lanka para expresar números grandes. Se basa en agrupar dos posiciones decimales, en lugar de las tres habituales, tras agrupar las primeros tres posiciones decimales. 
Los términos lakh o 1.00.000 (cien mil, escrito como 100 000 en español) y crore o 1.00.00.000 (diez millones, escrito como 10 000 000 en español) son los términos más utilizados en el inglés indio para expresar números grandes en el sistema. 

## Números
| Valor      | 0 | 1 | 2 | 3 | 4 | 5 | 6 | 7 | 8 | 9 | 10 | 100 | 1000 |
| ---------- | - | - | - | - | - | - | - | - | - | - | -- | --- | ---- |
| Tamil      | ௦ | ௧ | ௨ | ௩ | ௪ | ௫ | ௬ | ௭ | ௮ | ௯ | ௰  | ௱   | ௲    |
| Guyaratí   | ૦ | ૧ | ૨ | ૩ | ૪ | ૫ | ૬ | ૭ | ૮ | ૯ |    |     |      |
| Gurmuki    | ੦ | ੧ | ੨ | ੩ | ੪ | ੫ | ੬ | ੭ | ੮ | ੯ |    |     |      |
| Devanagari | ० | १ | २ | ३ | ४ | ५ | ६ | ७ | ८ | ९ |    |     |      |
| Oriya      | ୦ | ୧ | ୨ | ୩ | ୪ | ୫ | ୬ | ୭ | ୮ | ୯ |    |     |      |
| Canarés    | ೦ | ೧ | ೨ | ೩ | ೪ | ೫ | ೬ | ೭ | ೮ | ೯ |    |     |      |
| Bengalí    | ০ | ১ | ২ | ৩ | ৪ | ৫ | ৬ | ৭ | ৮ | ৯ |    |     |      |
| Malayalam  | ൦ | ൧ | ൨ | ൩ | ൪ | ൫ | ൬ | ൭ | ൮ | ൯ |    |     |      |
| Limbu      | ᥆ | ᥇ | ᥈ | ᥉ | ᥊ | ᥋ | ᥌ | ᥍ | ᥎ | ᥏ |    |     |      |
| Telugú     | ౦ | ౧ | ౨ | ౩ | ౪ | ౫ | ౬ | ౭ | ౮ | ౯ |    |     |      |
| Tibetano   | ༠ | ༡ | ༢ | ༣ | ༤ | ༥ | ༦ | ༧ | ༨ | ༩ |    |     |      |

| Valor    | 0/2 | 1/2 | 2/2 | 3/2 | 4/2 | 5/2 | 6/2 | 7/2 | 8/2 | 9/2 |
| -------- | --- | --- | --- | --- | --- | --- | --- | --- | --- | --- |
| Tibetano | ༳   | ༪   | ༫   | ༬   | ༭   | ༮   | ༯   | ༰   | ༱   | ༲   |

## Sistema de notación
| Nombre (transliteración hindi) | Número                        | Notación exponencial | Equivalencia                    |
| ------------------------------ | ----------------------------- | -------------------- | ------------------------------- |
| एक (Ek)                        | 1                             | 100                  | 1 (Uno)                         |
| दस (Das)                       | 10                            | 101                  | 10 (Diez)                       |
| सौ (Sau)                        | 100                           | 102                  | 100 (Cien)                      |
| सहस्त्र (Sahastr) / हजार (Hazaar) | 1,000                         | 103                  | 1000 (Mil)                      |
| लाख (Lakhh)                     | 1,00,000                      | 105                  | 100 000 (Cien mil)              |
| करोड़ (Crore)                    | 1,00,00,000                   | 107                  | 10 000 000 (Diez millones)      |
| अरब (Arab)                     | 1,00,00,00,000                | 109                  | 1 000 000 (Mil millones)        |
| खरब (Kharab)                   | 1,00,00,00,00,000             | 1011                 | 100 000 000 (Cien mil millones) |
| नील (Neel)                      | 1,00,00,00,00,00,000          | 1013                 | 10 000 000 (Diez billones)      |
| पद्म (Padm)                     | 1,00,00,00,00,00,00,000       | 1015                 | 1 000 000 (Mil billones)        |
| शंख (Shankh)                    | 1,00,00,00,00,00,00,00,000    | 1017                 | 100 000 000 (Cien mil billones) |
| महाशंख (Mahashankh)              | 1,00,00,00,00,00,00,00,00,000 | 1019                 | 10 000 000 (Diez trillones)     |

El número más alto de la lista, arawb, no es usado con frecuencia, mientras que padma y kharawb se usan a veces en Hindi. Neel, Padma, Shankh se hallan comúnmente en escritos de la antigua matemática india. En lugar de usar los nombres de números altos es habitual utilizar múltiplos de lakh y crore, incluso en forma combinada. Por ejemplo: «Un lakh crore» para 1012 (un billón en nuestro sistema)
En el argot de Bombay se usa khokha para crore y peti para lakh.

### Otras equivalencias
El término crore (کرور (Korur) en idioma persa se utilizó en Irán hasta décadas recientes, aunque con el significado de 500 000.
En cingalés un crore se denomina kōţiya ( sánscrito: कोटि / Koti ) y un lakh lakshaya (sánscritot: लक्ष / Laksha).
El término lakh se ha convertido a «laki» en Suajili y es de uso común.
Hasta aquí parece ser un sistema de base 5 aditivo, pero en realidad, considerados cada uno un solo signo, estos símbolos constituyen las cifras de un sistema de base 20, en el que hay que multiplicar el valor de cada cifra por 1, 20, 20×20, 20x20x20 … según el lugar que ocupe, y sumar el resultado. Es por tanto un sistema posicional que se escribe de arriba abajo, empezando por el orden de magnitud mayor.